# ثينكرفيو
ثينكرفيو هو برنامج حواري فرنسي مستقل تم إطلاقه في يناير 2013، قريب من عالم القرصنة ، استضافته Sky. يتم بث العرض بشكل أساسي على اليوتيوب ويتابعها أكثر من 500.000 شخص في مقابلات طويلة دون تحرير، مع شخصيات من خلفيات مختلفة، بشكل أساسي.

## نبذة
تتناول المواضيع الأكثر نقاشًا بانتظام الجغرافيا السياسية والتمويل والإرهاب ووسائل الإعلام والإنترنت والبيئة والمجتمع.

## روابط خارجية
- ثينكرفيو على موقع IMDb (الإنجليزية)
- الموقع الرسمي